# Prima Divisione 1935-1936 (pallacanestro maschile)
La Prima Divisione 1935-36 ha rappresentato il secondo livello del 16º campionato italiano di pallacanestro maschile, è stato il 6° organizzato dalla FIP.

## Regolamento
Le oltre 50 squadre iscritte sono state suddivise in 15 gironi tenendo conto dei Comitati di Zona in cui è suddivisa la F.I.P. Le prime classificate di ogni girone si qualificano per la fase finale, dove vengono formati 5 gironi interregionali, le vincenti dei primi 3 gironi entreranno direttamente in finale, mentre le vincenti del IV° e del V° girone disputeranno le partite di andata e ritorno per l'ingresso nel girone finale.

## Gironi di qualificazione

### Comitato Esecutivo di Torino (Ia Zona)
- FIAT Torino
- G.S. Lancia Torino
- G.S. Michelin Torino
- Ginnastica Torino
- Ginnastica TorinoB
- FGC "Mario Gioda" Torino"

### Comitato Esecutivo Milano (IIa Zona)
- SEF Costanza Milano
- Bersaglieri, Milano
- Dop. La Filotecnica, Milano
- Dop.Az. Pirelli, Milano-Bicocca
- G.R.F. Battisti, Milano
- G.R.F. Amatore Sciesa, Milano

### Comitato Esecutivo Venezia (IIIa Zona)
- S.P. Audax Venezia

### Comitato Esecutivo Trieste (Va Zona)

#### Classifica
|  |    | Classifica                  | Pt  | G | V | P | PF  | PS  |
|  | -- | --------------------------- | --- | - | - | - | --- | --- |
|  | 1. | Dopolavoro Beltrame Trieste | 14* | 8 | 6 | 2 | 149 | 119 |
|  | 2. | Dopolavoro Pubbl. Impiego   | 14  | 8 | 6 | 2 | 163 | 157 |
|  | 3. | CRDA Trieste                | 11  | 8 | 3 | 5 | 169 | 149 |
|  | 4. | CRDA Monfalcone             | 11  | 8 | 3 | 5 | 143 | 190 |
|  | 5. | Crena                       | 10  | 8 | 2 | 6 | 146 | 155 |

* per migliore differenza canestri negli scontri diretti

### Comitato Esecutivo Genova (VIa Zona)
- Polisportiva Giordana Genova
- GUF Genova A
- GUF Genova B
- GUF Spezia

### Comitato Esecutivo Bologna (VIIa Zona)
- S.P. Juventute Bologna
- GUF Bologna
- Dop. Ferroviario Bologna

### Comitato Esecutivo Firenze (VIIa Zona)
- F.G.C. Livorno Centro
- GUF Siena
- GUF Firenze
- G.R.F. "G.Berta"
- NUF Viareggio

### Comitato Esecutivo Ancona (IXa Zona)
- FGC Arnaldo Mussolini Ancona
- GUF Macerata
- G.S. San Benedetto del Tronto
- G.S. Porto S. Giorgio

### Comitato Esecutivo Ancona (Xa Zona)
- GUF Perugia

### Comitato Esecutivo dell'Urbe (XIa Zona)

#### Classifica
|  |    | Classifica               | Pt | G | V | P | N | PF | PS  |
|  | -- | ------------------------ | -- | - | - | - | - | -- | --- |
|  | 1. | S.G. Roma B              | 10 | 5 | 5 | 0 | 0 | 73 | 41  |
|  | 2. | S.S. Lazio*              | 8  | 5 | 3 | 2 | 1 | 93 | 54  |
|  | 3. | Dist. Regia Marina Roma* | 6  | 4 | 2 | 2 | 2 | 99 | 66  |
|  | 4. | S.S. Parioli             | 5  | 5 | 0 | 5 | 0 | 41 | 145 |

* La S.S. Lazio e il Dist. Regia Marina Roma si sono ritirare dal campionato a due giornate dal termine

### Comitato Esecutivo Pescara (XIIa Zona)
- FGC Chieti

### Comitato Esecutivo Napoli (XIIIa Zona)

#### Classifica
|  |    | Classifica                   | Pt | G | V | P | PF  | PS  |
|  | -- | ---------------------------- | -- | - | - | - | --- | --- |
|  | 1. | SS.Pall. Napoli B            | 15 | 8 | 7 | 1 | 163 | 73  |
|  | 2. | GUF Napoli                   | 14 | 8 | 6 | 2 | 130 | 101 |
|  | 3. | SP Terme                     | 12 | 8 | 4 | 4 | 86  | 91  |
|  | 4. | F.G.C. "C. Battisti" Bagnoli | 9  | 8 | 1 | 7 | 60  | 160 |
|  | 5. | NUF Castellammare            | 8* | 8 | 2 | 6 | 60  | 160 |

* 2 punti penalizzazione per rinuncia

### Comitato Esecutivo Salerno (XIIIa Zona)
- F.G.C. III Gruppo "R. Bonservizi" Salerno

### Comitato Esecutivo Bari (XIVa e XVa Zona)

#### Classifica
|  |    | Classifica    | Pt | G | V | P | PF  | PS  |
|  | -- | ------------- | -- | - | - | - | --- | --- |
|  | 1. | U.S. Bari     | 15 | 8 | 7 | 1 | 210 | 76  |
|  | 2. | Angiulli Bari | 14 | 8 | 6 | 2 | 169 | 83  |
|  | 3. | GUF Foggia    | 13 | 8 | 5 | 3 | 150 | 103 |
|  | 4. | NUF Trani     | 9* | 8 | 2 | 6 | 85  | 187 |
|  | 5. | NUF Barletta  | 8  | 8 | 0 | 8 | 58  | 223 |

* 1 punto penalizzazione per rinuncia

#### Risultati
| Risultati     | USBa  | Tra   | AngBa | Barl  | Fog   |
| ------------- | ----- | ----- | ----- | ----- | ----- |
| U.S. Bari     |       | 43-4  | 16-11 | 29-3  | 27-12 |
| NUF Trani     | 11-35 |       | 9-17  | 21-11 | 0-2*  |
| Angiulli Bari | 18-9  | 34-8  |       | 42-4  | 12-6  |
| NUF Barletta  | 6-26  | 8-20  | 10-24 |       | 10-29 |
| GUF Foggia    | 11-25 | 37-12 | 21-11 | 32-6  |       |

* per forfait

### Comitato Esecutivo Palermo (XVI Zona)

#### Risultati
|  | Semifinali                  | Semifinali                  | Semifinali                  | Semifinali                  | Semifinali                  |  |  | Finale               | Finale               | Finale | Finale | Finale |  |
|  |                             |                             |                             |                             |                             |  |  |                      |                      |        |        |        |  |
|  | Guf Messina                 |                             |                             |                             |                             |  |  |                      |                      |        |        |        |  |
|  | Dipendenti Comunali Catania | Dipendenti Comunali Catania | Dipendenti Comunali Catania | Dipendenti Comunali Catania | Dipendenti Comunali Catania |  |  | Guf Messina          | Guf Messina          | 22     | 10     | 32     |  |
|  | Dop. Cascino Palermo        | Dop. Cascino Palermo        | 40                          | 14                          | 54                          |  |  | Dop. Cascino Palermo | Dop. Cascino Palermo | 21     | 12     | 33     |  |
|  | Guf Catania                 | Guf Catania                 | 9                           | 11                          | 20                          |  |  |                      |                      |        |        |        |  |

- Dopolavoro Generale "L.Cascino" Palermo campione regionale della XVI Zona[1].

### Spareggi interzona

#### Zona XIIIa-Zona XIV e XV
| Salerno 19 aprile 1936 | F.G.C. III Gruppo "R. Bonservizi" Salerno | ? – ? | U.S. Bari |  |

| Bari 26 aprile 1936 | U.S. Bari | 43 – 6 (21-3) | F.G.C. III Gruppo "R. Bonservizi" Salerno |  |

#### Girone E
Il Dopolavoro Generale L. Cascino di Palermo non si presenta allo spareggio tra la Zona XIII e la Zona XVI, denominato Girone E.
| Palermo 19 aprile 1936 | Dop. "L.Cascino" Palermo | 0 – 2 (forfeit) | A.P. Napoli B |  |

| Napoli 26 aprile 1936 | A.P. Napoli B | 2 – 0 (forfeit) | Dop. "L.Cascino" Palermo |  |

## Gironi di semifinale

### Girone A

#### Classifica
|  |    | Classifica                   | Pt | G | V | P | PF | PS |
|  | -- | ---------------------------- | -- | - | - | - | -- | -- |
|  | 1. | SEF Costanza Milano          | ?  |   |   |   |    |    |
|  | 2. | Polisportiva Giordana Genova | ?  |   |   |   |    |    |
|  | 3. | Fiat Torino                  | ?  |   |   |   |    |    |
|  | 4. | F.G.C. Livorno Centro        | ?  |   |   |   |    |    |

### Girone B

#### Classifica
|  |    | Classifica                   | Pt | G | V | P | PF | PS |
|  | -- | ---------------------------- | -- | - | - | - | -- | -- |
|  | 1. | Dop. Beltrame Trieste        | ?  |   |   |   |    |    |
|  | 2. | S.P. Audax Venezia           | ?  |   |   |   |    |    |
|  | 3. | S.P. Juventute Bologna       | ?  |   |   |   |    |    |
|  | 4. | FGC Arnaldo Mussolini Ancona | ?  |   |   |   |    |    |

### Girone C

#### Classifica
|  |    | Classifica       | Pt | G | V | P | PF | PS |
|  | -- | ---------------- | -- | - | - | - | -- | -- |
|  | 1. | Ginnastica RomaB | ?  |   |   |   |    |    |
|  | 2. | FGC Chieti       | ?  |   |   |   |    |    |
|  | 3. | GUF Perugia      | ?  |   |   |   |    |    |

### Girone D

#### Classifica
|  |    | Classifica    | Pt | G | V | P | PF | PS |
|  | -- | ------------- | -- | - | - | - | -- | -- |
|  | 1. | U.S. Bari     | 4  | 2 | 2 | 0 | 27 | 3  |
|  | 2. | A.P. Napoli B | 1* | 2 | 0 | 2 | 3  | 27 |

* 1 punto di penalizzazione per rinuncia

#### Risultati
| Bari 24 maggio 1936 | U.S. Bari | 25 – 3 | A.P. Napoli B |  |

| Napoli 31 maggio 1936 | A.P. Napoli B | 0 – 2 (per rinuncia) | U.S. Bari |  |

## Girone finale

### Classifica
|  |    | Classifica            | Pt | G | V | P | PF | PS |
|  | -- | --------------------- | -- | - | - | - | -- | -- |
|  | 1. | Dop. Beltrame Trieste | 6  | 3 | 3 | 0 | 74 | 53 |
|  | 2. | Ginnastica RomaB      | 5  | 3 | 2 | 1 | 53 | 48 |
|  | 3. | SG Costanza Milano    | 4  | 3 | 1 | 2 | 76 | 65 |
|  | 4. | U.S. Bari             | 3  | 3 | 0 | 3 | 35 | 72 |

### Risultati
| Teramo 10 luglio 1936 | Ginnastica Roma B | 13 – 6 | U.S. Bari |  |

| Teramo 10 luglio 1936 | Dop. Beltrame Trieste | 28 – 21 | SG Costanza Milano |  |

| Teramo 11 luglio 1936 | U.S. Bari | 14 – 36 | SG Costanza Milano |  |

| Teramo 11 luglio 1936 | Ginnastica Roma B | 17 – 23 (dopo 1 t.s.) | Dop. Beltrame Trieste |  |

| Teramo 12 luglio 1936 | Dop. Beltrame Trieste | 23 – 15 | U.S. Bari |  |

| Teramo 12 luglio 1936 | SG Costanza Milano | 19 – 23 | Ginnastica Roma B |  |

## Verdetti
- Campione d'Italia di Prima Divisione: Dopolavoro Beltrame Trieste

Formazione: Ermanno Marcolin, Gino Galimidi, Giuliano Bruschina, Egone Mancinelli, Virginio Placzeck, Giuseppe Ciurcovich, Pino Renner. Coach: Oberti.